# Mine de Catoca
La mine de Catoca est une mine à ciel ouvert de diamants située en Angola.